# Jordi Adroher i Mas
Jordi Adroher i Mas (Ribes de Freser, 22 de novembre de 1984) és un jugador d'hoquei sobre patins català, que juga en la posició de davanter esquerrà.
Nascut el 22 de novembre de 1984 a Ribes de Freser, municipi del Ripollès, va iniciar-se en la pràctica de l'hoquei sobre patins al seu poble natal. No obstant, es va formar al SHUM Maçanet, equip amb el qual va debutar a la Divisió d'Honor quan encara era júnior. En aquesta categoria va aconseguir ser campió d'Europa de 2002. Més endavant, va jugar en altres clubs com el Club Hoquei Lloret (2002-06), el Club Patí Vic (2006-09), el Futbol Club Barcelona (2009-11), que l'havia fitxat el 2004 però el tenia cedit, el Reus Deportiu (2011-14), l'Hockey Breganze (2014-15), l'SL Benfica (2015-20) i l'Hockey Club Liceo (des de 2020). Va ser el màxim golejador de la fase regular de la Lliga espanyola 2008-2009.

## Palmarès

### CP Vic
- 1 Copa del Rei / Copa espanyola (2009)

### FC Barcelona
- 1 Copa d'Europa (2009/10)
- 1 OK Lliga / Lliga espanyola (2009/10)

### Associazione Sportiva Dilettantistica Hockey Breganze
- 1 Copa italiana (2014/15)

### SL Benfica
- 1 Copa d'Europa (2015/16)
- 1 Lliga portuguesa (2015/16)

### Selecció espanyola
- 2 Campionats del Món "A" (2009, 2017)
- 2 Campionats d'Europa (2010, 2018)